# Cantone di Évron
Il Cantone di Évron è una divisione amministrativa dell'arrondissement di Mayenne dell'arrondissement di Mayenne.
A seguito della riforma approvata con decreto del 21 febbraio 2014, che ha avuto attuazione dopo le elezioni dipartimentali del 2015, è passato da 11 a 25 comuni.

## Composizione
I 11 comuni facenti parte prima della riforma del 2014 erano:
- Assé-le-Bérenger
- Châtres-la-Forêt
- Évron
- Livet
- Mézangers
- Neau
- Saint-Christophe-du-Luat
- Sainte-Gemmes-le-Robert
- Saint-Georges-sur-Erve
- Vimarcé
- Voutré

Dal 2015 i comuni appartenenti al cantone sono i seguenti 25:
- Assé-le-Bérenger
- Bais
- La Bazouge-des-Alleux
- Brée
- Champgenéteux
- Châtres-la-Forêt
- Deux-Évailles
- Évron
- Hambers
- Izé
- Livet
- Mézangers
- Montourtier
- Montsûrs
- Neau
- Saint-Christophe-du-Luat
- Saint-Georges-sur-Erve
- Saint-Martin-de-Connée
- Saint-Ouën-des-Vallons
- Saint-Pierre-sur-Orthe
- Saint-Thomas-de-Courceriers
- Sainte-Gemmes-le-Robert
- Trans
- Vimarcé
- Voutré